# Сесарм
Сесарм (рум. Săsarm) — село у повіті Бистриця-Несеуд в Румунії. Входить до складу комуни Кіуза.
Село розташоване на відстані 341 км на північний захід від Бухареста, 22 км на захід від Бистриці, 67 км на північний схід від Клуж-Напоки.

## Населення
За даними перепису населення 2002 року у селі проживали 669 осіб.
Національний склад населення села:
| Національність | Кількість осіб | Відсоток |
| -------------- | -------------- | -------- |
| румуни         | 655            | 97,9%    |
| угорці         | 14             | 2,1%     |

Рідною мовою назвали:
| Мова      | Кількість осіб | Відсоток |
| --------- | -------------- | -------- |
| румунська | 660            | 98,7%    |
| угорська  | 9              | 1,3%     |